# Бабошево (гміна)
Бабошево (гміна) (пол. Gmina Baboszewo) — сільська гміна у центральній Польщі. Належить до Плонського повіту Мазовецького воєводства.
Станом на 31 грудня 2011 у гміні проживало 8196 осіб.

## Площа
Згідно з даними за 2007 рік площа гміни становила 162.35 км², у тому числі:
- орні землі: 82.00%
- ліси: 11.00%

Таким чином, площа гміни становить 11.73% площі повіту.

## Населення
Станом на 31 грудня 2011:
| Опис     | Загалом | Загалом | Чоловіки | Чоловіки | Жінки | Жінки |
| -------- | ------- | ------- | -------- | -------- | ----- | ----- |
| одиниця  | осіб    | %       | осіб     | %        | осіб  | %     |
| все      | 8196    | 100     | 4084     | 49.83    | 4112  | 50.17 |
| міське   | 0       | 100     | 0        |          | 0     |       |
| сільське | 8196    | 100     | 4084     | 49.83    | 4112  | 50.17 |

## Сусідні гміни
Бабошево (гміна) межує з такими гмінами: Ґліноєцьк, Дзежонжня, Плонськ, Рацьонж, Сохоцин, Старожреби.